# La Salvetat-Lauragais
La Salvetat-Lauragais è un comune francese di 144 abitanti situato nel dipartimento dell'Alta Garonna nella regione dell'Occitania.

## Società

### Evoluzione demografica
Abitanti censiti